# 서방 난민

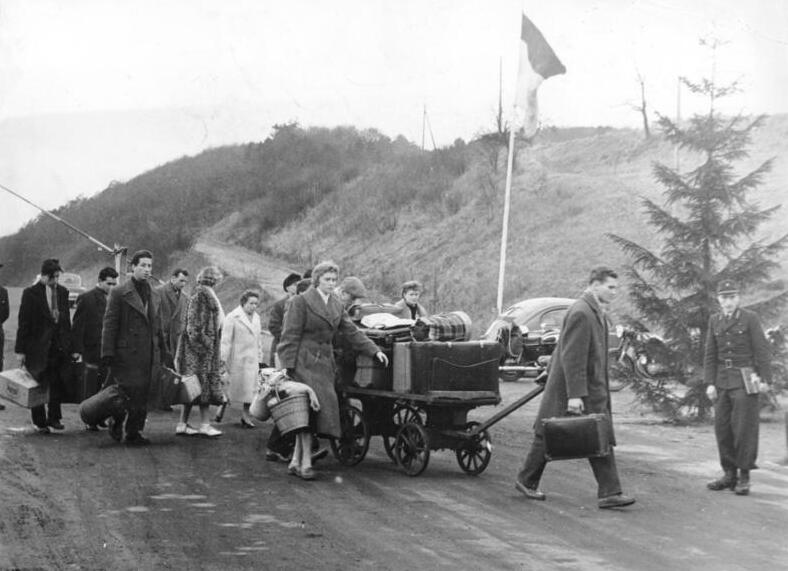
수용소로 향하는 서방 난민

서방 난민(독일어: Westflüchtlinge, West-Ost-Migranten)은 독일의 분단 시기에 서독에서 동독으로 이주했거나 망명한 사람을 가리킨다. 냉전 시기에 약 55만 명이 서독에서 동독으로 이주했다. 이 중 약 2/3는 과거 동독에서 탈출했다가 재이주한 사람이다.

## 역사
1949년부터 1953년까지 매년 약 25,000명이 서독에서 동독으로 이주했다. 동독은 1953년부터 서독으로부터의 이민을 장려했고, 특히 과학자, 예술가, 전문 노동자의 이민을 촉진하여 1957년까지 매년 약 7만 명이 동독으로 이주했다. 서독으로 탈출했다 재이주하는 사람에게는 과거에 압수한 재산을 반환했다. 1957년이 지나면서 대부분의 특권은 폐지되었다.
초기 동독 헌법에서는 직장, 거주지를 보장했고 통일을 지향하고 있었기 때문에 서독에서 이주할 동기가 있었다. 1957년 한 해만 이주자가 약 5만 명이었다. 서독에서의 라인강의 기적 이후 주택 부족과 실업 문제가 해결되고, 1961년 베를린 장벽 건설로 인하여 서독으로의 재이주가 불가능해짐에 의하여, 그 이후로 동독으로의 연간 이주자 수는 매년 1000명에서 5000명 사이 수준으로 감소했다.
서독에서의 공식 통계에는 전출신고 없이 동독으로 이주한 사람이 포함되어 있지 않다.

### 원인
이주자의 대부분은 정치적인 이유보다는 개인적인 이유에 의했다. 특히 과거 동독에서 서독으로 이주한 사람들은 서방 세계에 실망하거나 향수병 때문에 재이주를 택했다.

### 수용소

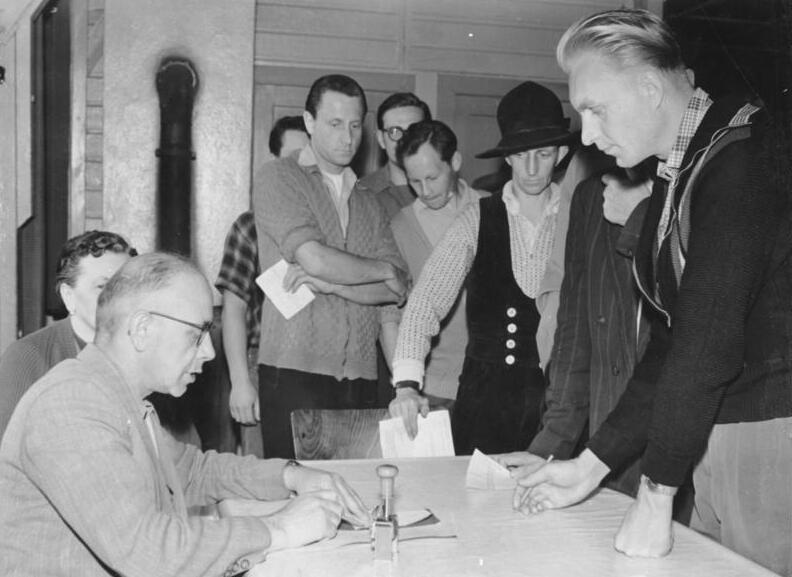
블랑켄펠데 수용소에 도착한 이민자

동독은 1957년에 모든 서방 난민이 도착하면 수용소에 수용되어야 한다는 법률을 통과시켰다. 법률의 의도는 서방 세계의 간첩, 범죄자, 정치적 반대파를 방지하기 위함이었다. 그 결과 서방 이민자들은 대부분 2개월 동안 수용소에 수용되었다. 동독의 중앙 수용소는 아이제나흐, 바르비, 자사, 프리치어에 있었으며 1979년 뢴트겐탈 수용소가 설치되었다. 구별 수용소는 포츠담, 퓌르스텐발데, 카를마르크스슈타트, 베를린 바이센제, 몰켄베르크, 치르켈샤흐트에 설치되어 있었다. 이민자들은 최초에 중앙 수용소에 수용된 다음 구별 수용소로 이관되었다. 수용소 운영에는 연간 약 300만 마르크의 예산이 소요되었고 285명의 인원이 배정되었다. 이민자들은 수용소에서 벗어날 때까지 도청되었고 동독 경찰의 조사를 받았다.
동독으로 이주하려고 했던 사람들 중 약 절반 가량이 서독으로 되돌려보내졌으며, 이 중에는 정치적인 신념에 의해서 이주하려는 사람도 포함되었다. 이들의 대부분을 되돌려보내면서 그 이유로 "기존에 거주했던 서방 세계에 머물면서 동독의 비밀 요원으로 활동함으로써 사회주의를 위해 기여할 수 있을 것"이라고 밝혔다.
이후 동독으로의 이민자 수가 줄어들면서 수용소는 인원에 비해서 거의 활용되지 않았다. 그 결과 여러 수용소가 폐쇄되었고 남아 있는 수용소도 처리 용량이 대폭 감소했다. 1979년 뢴트겐탈(Röntgental) 중앙 수용소를 건설하기로 결정하면서 나머지 모든 수용소가 빠르게 폐쇄되었다. 1986년에는 마지막 몰켄베르크(Molkenberg) 수용소가 뢴트겐탈 수용소로 통합되었다. 뢴트겐탈 수용소에는 여러 적군파 인원들이 수용된 적이 있었다.

### 수용 이후
동독으로의 이민자들은 선전 수단에 자주 등장했다. 서독에서는 이들을 대부분 반역자로 취급했다.

## 같이 보기
- 공화국탈주
- 월북

## 참고 문헌
- Claudia Lepp: Wege in die DDR. West-Ost-Übersiedlungen im kirchlichen Bereich vor dem Mauerbau. Wallstein, Göttingen 2015, ISBN 978-3-8353-1735-2.
- Bernd Stöver: Zuflucht DDR. Spione und andere Übersiedler. Beck, München 2009, ISBN 978-3-406-59100-6.
- Ulrich Stoll: Einmal Freiheit und zurück. Die Geschichte der DDR-Rückkehrer. Links, Berlin 2009, ISBN 978-3-86153-544-7.
- Andrea Schmelz: Migration und Politik im geteilten Deutschland während des Kalten Krieges. Die West-Ost-Migration in die DDR in den 1950er und 1960er Jahren. Opladen 2002. ISBN 3-8100-2540-2.